# Helmut Hölder
Helmut Hölder (* 18. Januar 1915 in Stuttgart; † 26. August 2014 ebenda) war ein deutscher Geologe und Paläontologe.

## Leben
Helmut Hölder war schon als Jugendlicher Fossiliensammler mit Kontakt zum Stuttgarter Naturkundemuseum (Fritz Berckhemer, Reinhold Seemann) und studierte ab 1935 Geologie und Paläontologie an der Eberhard Karls Universität Tübingen (sowie in Aachen und Königsberg), an der er 1939 promoviert wurde („Geologische Untersuchungen in der Gegend von Lauchheim (Ostalb)“). Er war seit dem Studium Mitglied der Verbindung Normannia Tübingen. Im Zweiten Weltkrieg war er Offizier und wurde verwundet. Er war ab 1945 Assistent und ab 1950 Konservator am Geologisch-Paläontologischen Institut und Museum der Universität Tübingen. Er war dort auch außerplanmäßiger Universitätsprofessor. 1963 wurde er Professor für Paläontologie an der Universität Münster. 1980 emeritierte er. Er zog wieder nach Stuttgart, wo er im Naturkundemuseum ehrenamtlich in der Jura-Sammlung tätig war.
Hölder schrieb populärwissenschaftliche Bücher zur Paläontologie und eine durch umfassende Literaturanmerkungen hervorstechende Geschichte der Geologie und Paläontologie.
1987 wurde er Ehrenmitglied der Paläontologischen Gesellschaft und 1995 der Gesellschaft für Naturkunde in Württemberg. Er war lange Schriftleiter der Paläontologischen Zeitschrift.
Zu seinen Doktoranden gehörte Bernhard Ziegler.

## Schriften
- Kurze Geschichte der Geologie und Paläontologie. Ein Lesebuch, Springer Verlag 1989
- Geologie und Paläontologie in Texten und ihrer Geschichte, K. Alber, Freiburg 1960
- mit Wolf von Engelhardt: Mineralogie, Geologie und Paläontologie an der Universität Tübingen von den Anfängen bis zur Gegenwart, J. C. B. Mohr, Tübingen 1977
- Naturgeschichte des Lebens. Eine paläontologische Spurensuche. Springer Verlag 1996 (Reihe Verständliche Wissenschaft)
- Naturgeschichte des Lebens von seinen Anfängen bis zum Menschen, Springer Verlag 1968
- Paläontologische Meditationen, Lit Verlag 2011
- mit Hans Querner, Albert Egelhaaf, Jürgen Jacobs, Gerhard Heberer: Vom Ursprung der Arten. Neue Erkenntnisse und Perspektiven der Abstammungslehre, rororo Taschenbuch, 1969
- mit Horst Steinhorst: Lebendige Urwelt, Spectrum 1964
- Grenzfragen naturwissenschaftlicher Forschung. Ein Beitrag zur Grenzüberschreitung empirischer Methodik, gestützt auf Goethes Naturforschung und einige Beispiele aus der Gegenwart, (Tübinger naturwissenschaftliche Abhandlungen, Band 16), Enke Verlag 1941
- Herausgeber mit anderen: Johann Wolfgang von Goethe. Schriften zur Geologie und Paläontologie. Cotta 1960
- mit Fritz Berckhemer: Ammoniten aus dem Oberen Weißen Jura Süddeutschlands, Geologisches Jahrbuch (Amt für Bodenforschung, Hannover), Beiheft, Band 35, 1959
- Jura, Enke, Stuttgart 1964